# Anastrepha compressa
Anastrepha compressa är en tvåvingeart som beskrevs av Stone 1942. Anastrepha compressa ingår i släktet Anastrepha och familjen borrflugor. Inga underarter finns listade i Catalogue of Life.